# Physoconops aureolus
Physoconops aureolus är en tvåvingeart som beskrevs av Camras 2004. Physoconops aureolus ingår i släktet Physoconops och familjen stekelflugor.
Artens utbredningsområde är Peru. Inga underarter finns listade i Catalogue of Life.